# Stapar (Valjevo)
Pour les articles homonymes, voir Stapar (homonymie).
Stapar (en serbe cyrillique : Стапар) est un village de Serbie situé sur le territoire de la ville de Valjevo, district de Kolubara. Au recensement de 2011, il comptait 179 habitants.

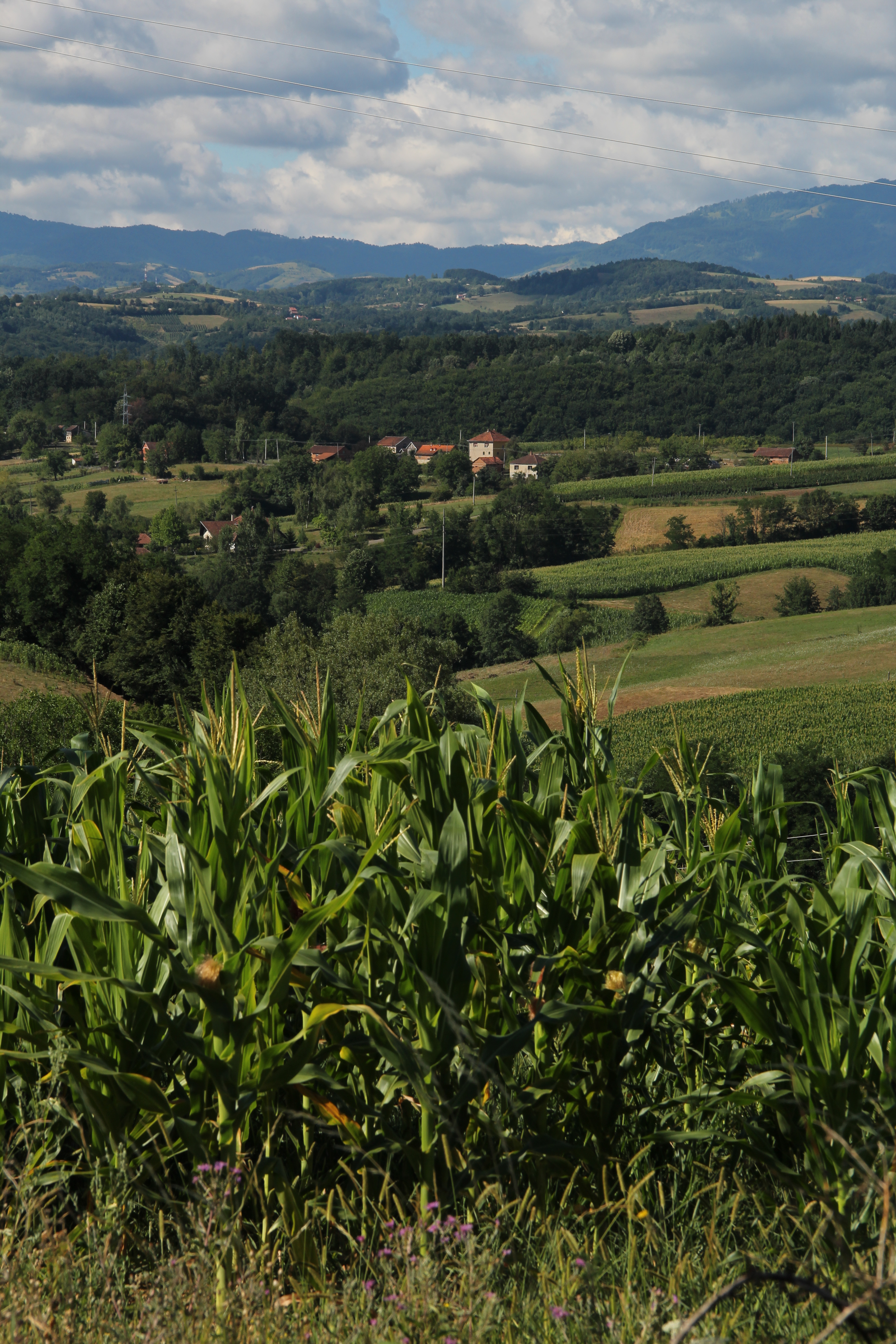
village Stapar - Panorama
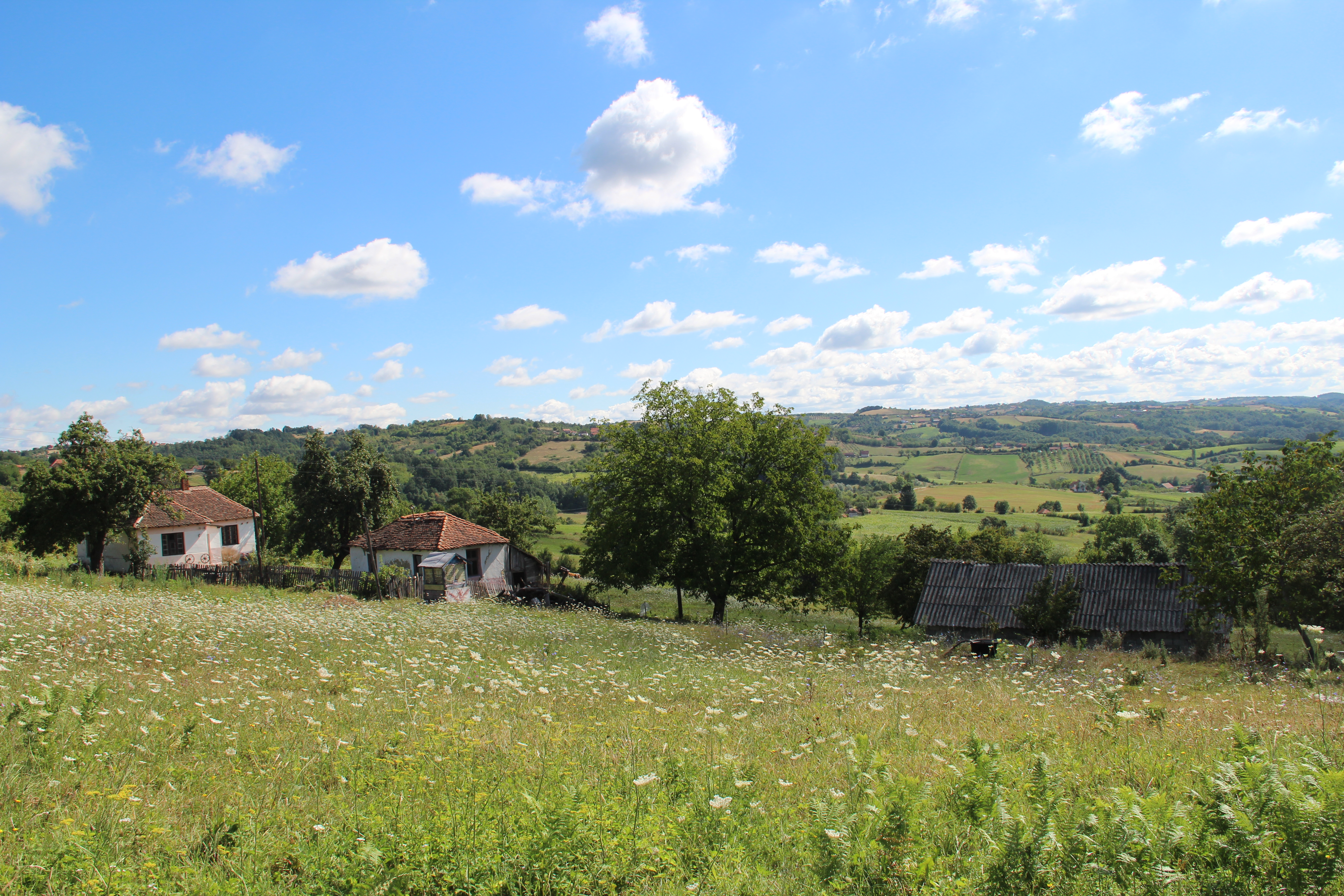
village Stapar - Panorama
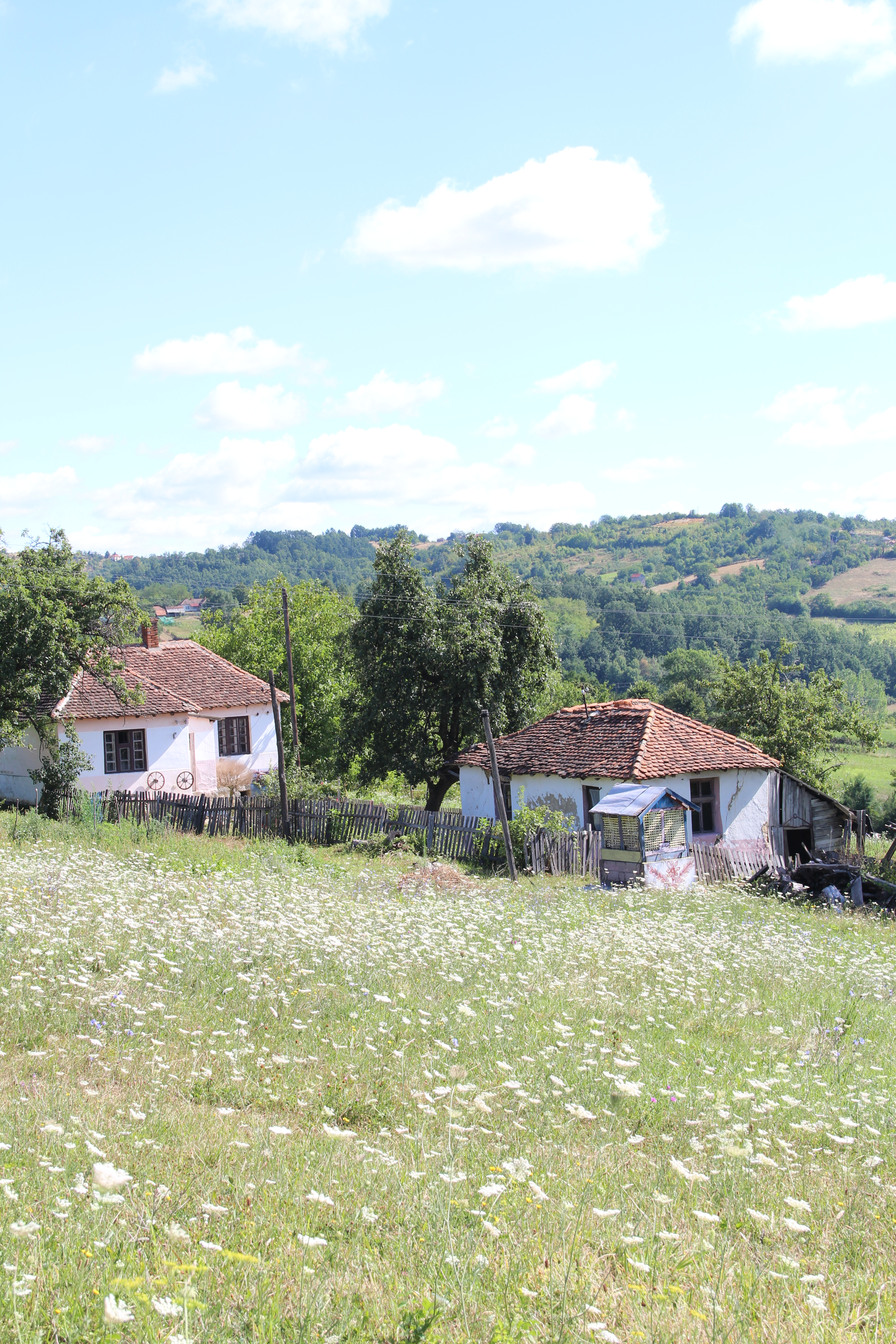
village Stapar - Panorama
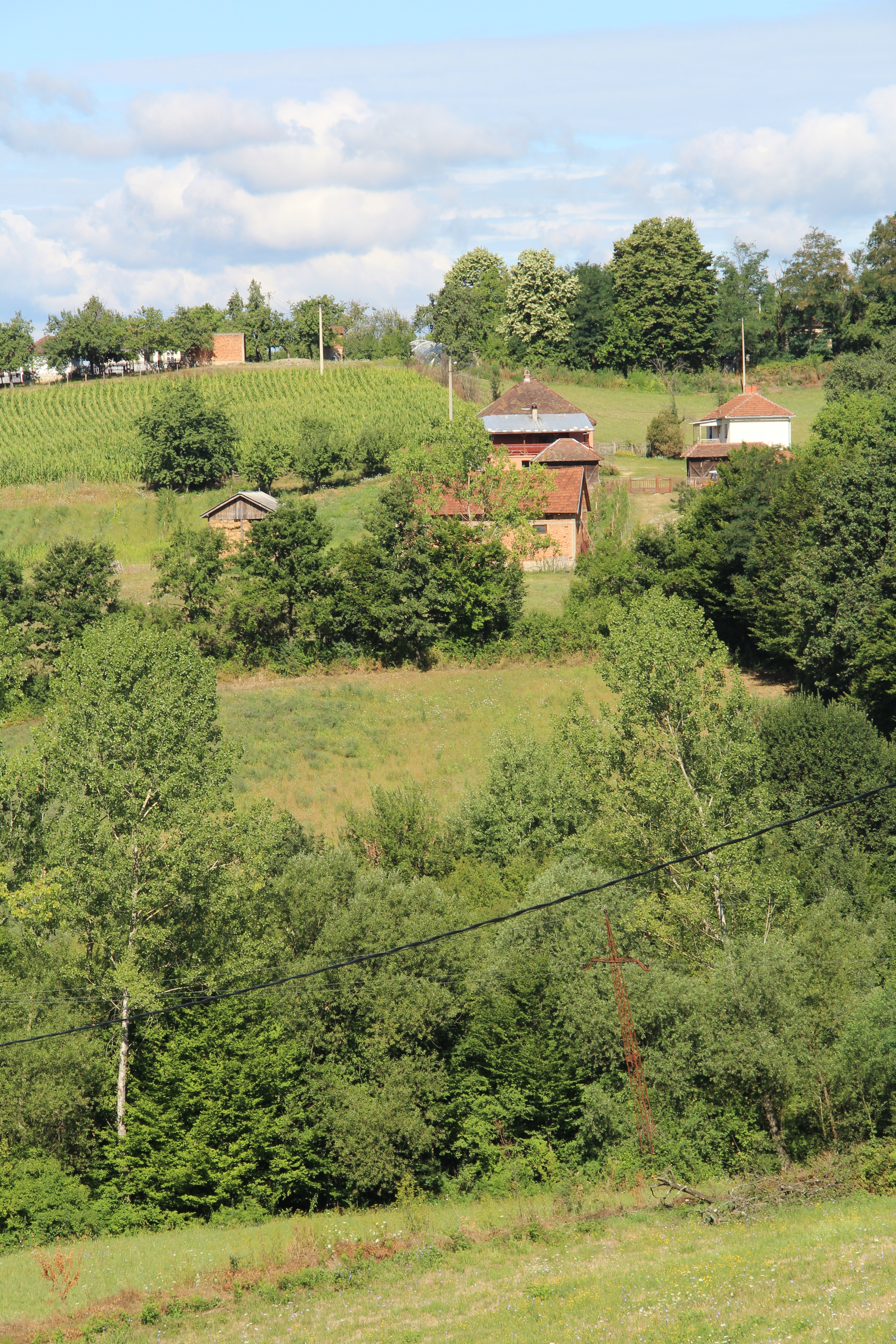
village Stapar - Panorama
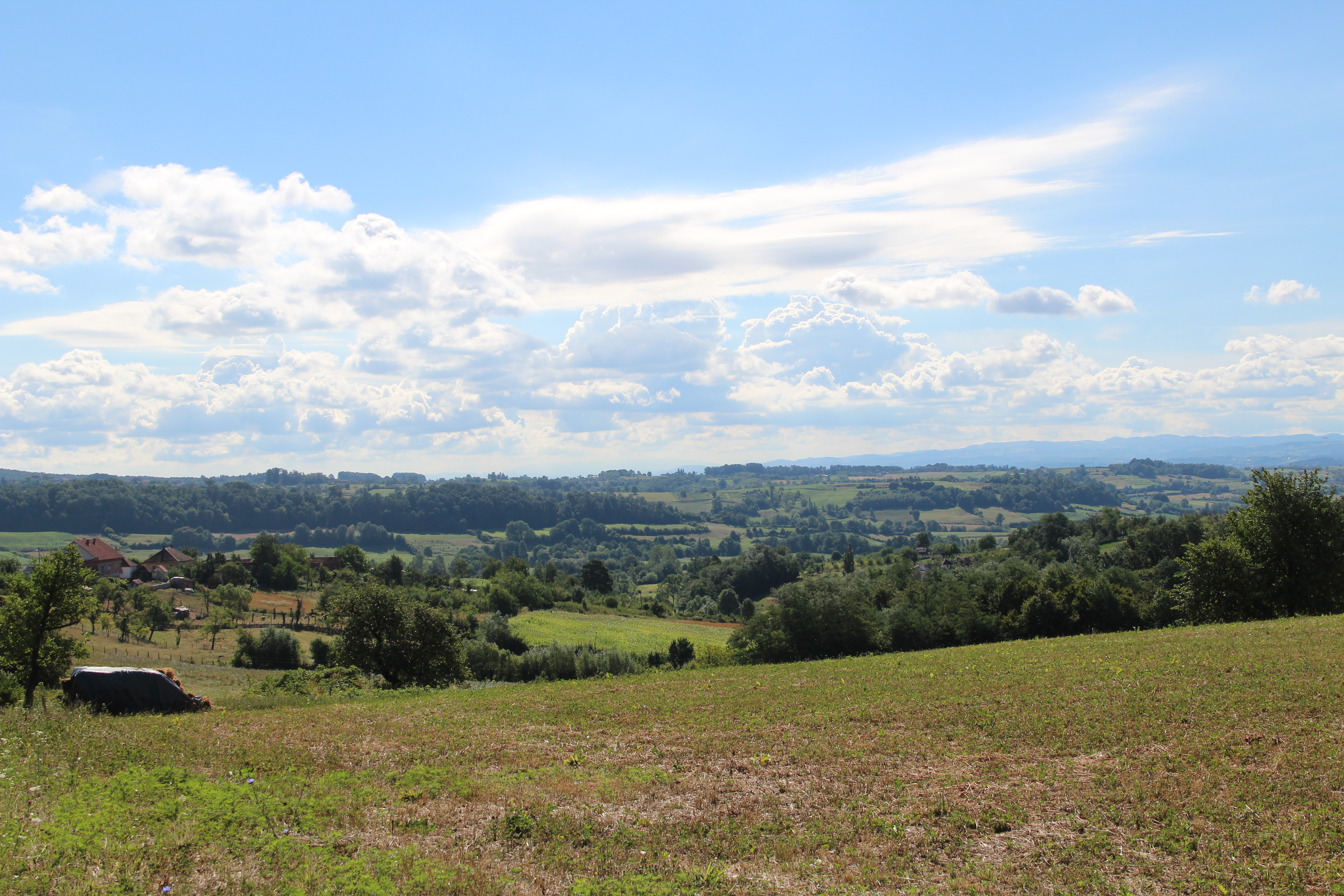
village Stapar - Panorama
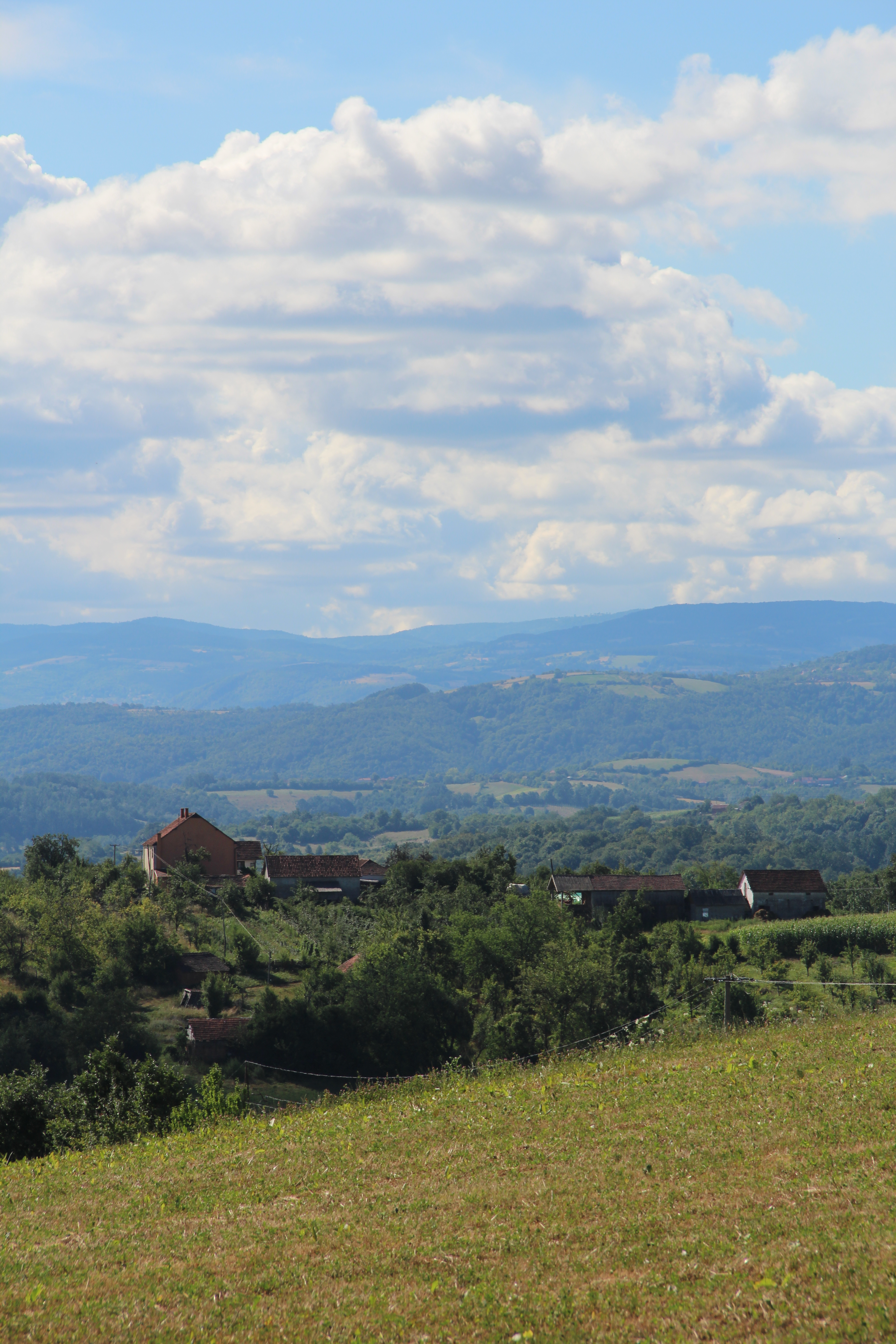
village Stapar - Panorama
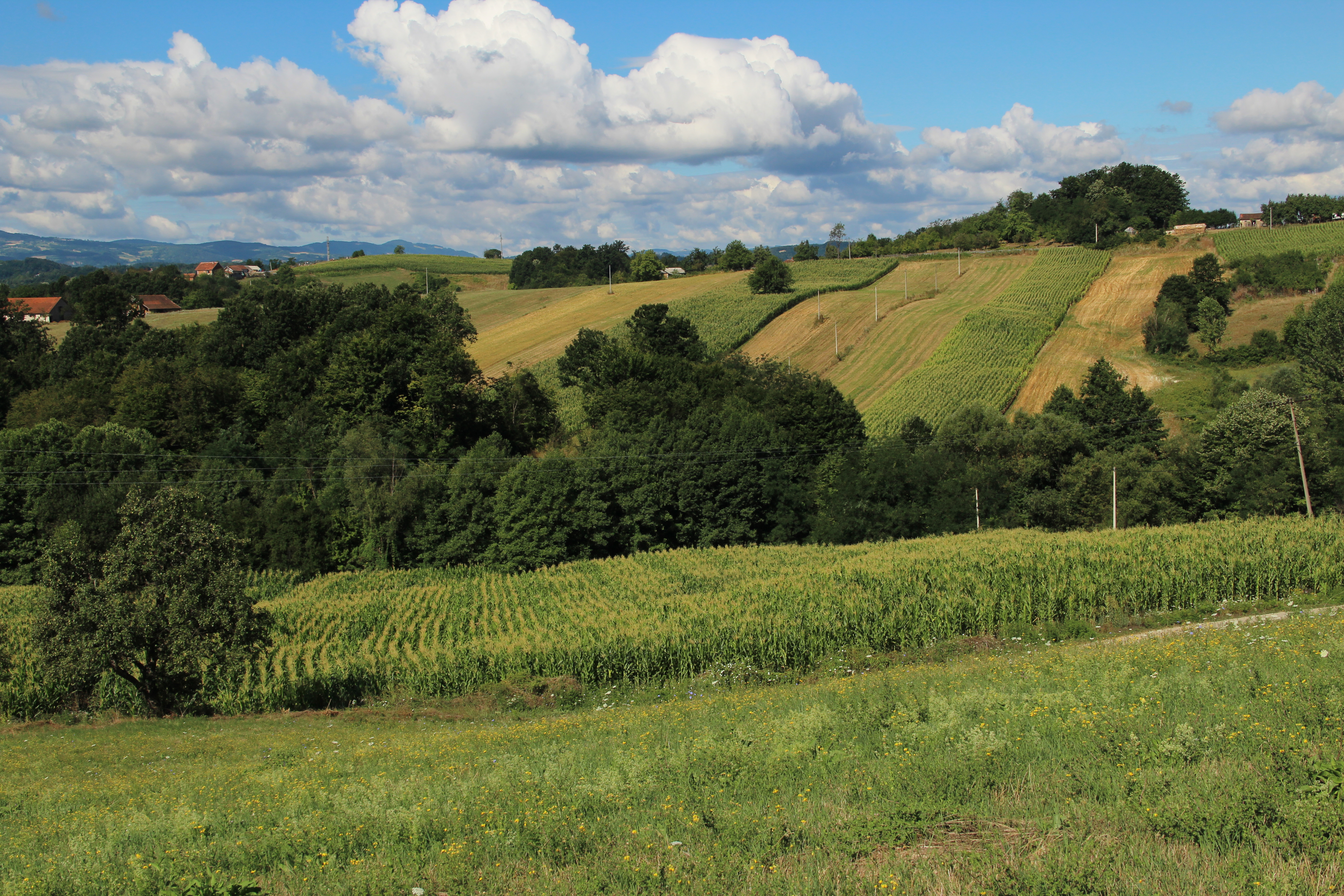
village Stapar - Panorama

## Démographie
| 1948 | 1953 | 1961 | 1971 | 1981 | 1991 | 2002 | 2011 |
| ---- | ---- | ---- | ---- | ---- | ---- | ---- | ---- |
| 410  | 393  | 342  | 348  | 296  | 257  | 223  | 179  |

|  |